# Асатру

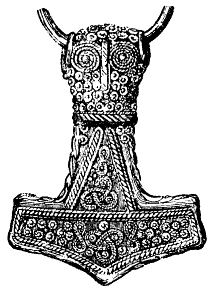
Мйольнір, головний символ Асатру

Аса́тру (ісл. Ásatrú, дос. «віра в Асів») — один із напрямків неоязичницького руху що включає різноманітні релігійні та субкультурні рухи, що черпають натхнення зі скандинавської міфології дохристиянських скандинавів. Урядово зареєстровані громади асатру існують в Ісландії, Данії та Норвегії, а неофіційні спільноти активні в різних країнах, включаючи США, Велику Британію, Німеччину, Австрію, Росію та Україну. Асатру є однією з найбільш швидкозростаючих релігій у Скандинавських країнах.
Практики та вірування в аскетизмі можуть відрізнятися від людини до людини, оскільки це релігія, яка допускає різні інтерпретації та підходи. Таким чином, практики сучасного Асатру можуть мати дуже різні підходи та розуміння віри. Для одних вона є формою реконструкції, намагаючись відтворити і практикувати стародавні ритуали та обряди якомога ближче до оригіналу. Інші бачать у ньому більше джерело натхнення і цінностей, які можна інтегрувати в сучасний спосіб життя, не обов'язково дотримуючись старих ритуалів.

## Етимологія
Назва «Асатру», що з'явилася у національному романтизмі 19 століття, як опис язичницької релігії епохи вікінгів, походить з ісландської мови (дуже близької до давньоскандинавської) і складається з двох слів, а саме àsa та trú (або tro). Перше відноситься до однієї з вищезгаданих груп богів, асів, а друге є словом, що використовується для позначення «шляху» або «віри», також це можна перекласти як «істина» або «вірність».
За словами професора Регіса Бойєра, іменник trú походить з давньоверхньонімецької мови, але цей етимологічний корінь насправді можна знайти в усіх германських мовах. Ісландське слово trú походить від давньоскандинавського trú, яке також дало початок trúgv у фарерській мові, tro у норвезькій bokmål, данській та шведській мовах, і яке в свою чергу походить від прагерманського *trewwō, що дало початок німецькому Treue, французькому trêve, готському 𐍄𐍂𐌹𐌲𐌲𐍅𐌰 (triggwa), давньоанглійській trēow.
Вважається, що слово «áss» (давньоскандинавською мовою) походить з готичного періоду і пов'язане з ідеєю «балки» (зображення божеств вирізали на дерев'яних балках). Слово áss було введене християнськими євангельськими авторами, головним чином Сноррі Стурлусоном, щоб стверджувати, що так звані безсмертні язичницькі боги насправді були простими смертними магами з Азії, з метою викорінення так званих язичницьких вірувань (Троянська сага).

## Підходи до Асатру
Існує багато різних течій, які можна зустріти як всередині скандинавських країнах, так і поза великою релігійною громадою. Важливо розуміти, що Асатру — це жива традиція, що розвивається, і між цими течіями не обов'язково існує фіксований поділ. Багато асатруїстів вирішили взяти елементи з різних шкіл, щоб створити свою власну особисту практику. Таким чином, для груп та окремих людей є нормальним включення декількох з цих інгредієнтів, поєднання їх.

### Традиційна Асатру
Найпоширеніша форма асатру, заснована на підході, що прагне або винайти, або реконструювати давні вірування і практики, і базується на вірі в давніх богів, таких як Одін, Тор, Фрейя та інших, а також на пов'язаних з ними міфах та історіях. Традиційний Асатру часто передбачає проведення святкових церемоній, відомих як «блотар», де вшановують богів і здійснюють жертовні обряди. Багато послідовників традиційного Асатру цінують свою скандинавську спадщину та культуру і розглядають Асатру як спосіб зв'язку зі своїм корінням. Використання скандинавських символів, таких як Mjølnir (молот Тора), рун та інших елементів є поширеним у традиційному Асатру.

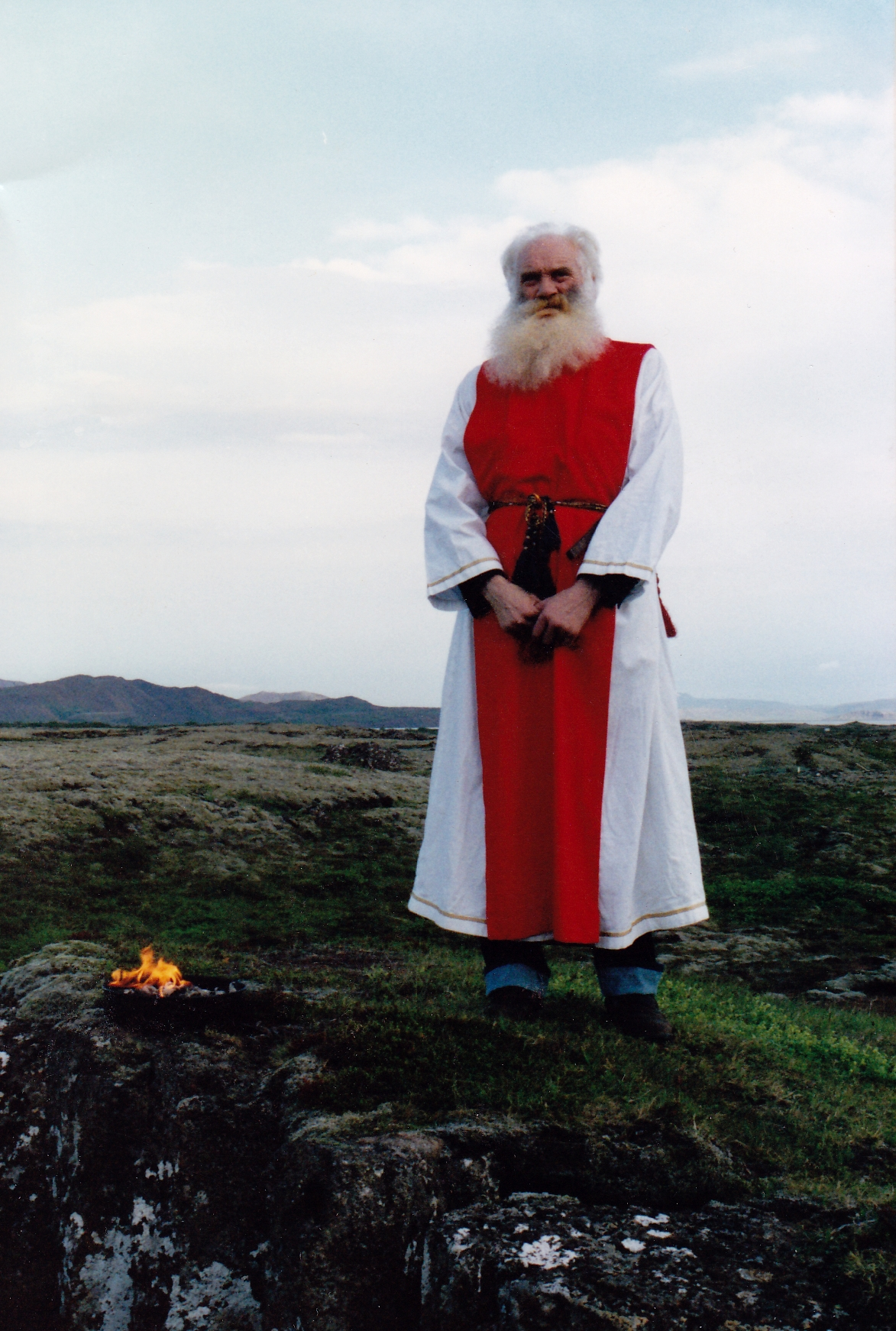
Ісландський лідер Allsherjargoði Свейнбйорн Бейнтейнссон в 1991 році.

### Реконструктивістська Асатру
Асатру, що ґрунтуються на джерелах, намагаються якомога більше дотримуватися першоджерел скандинавських релігій залізного віку та епохи вікінгів. Ці групи також відомі як реконструктори або реконструкціоністи. Це підхід, який часто найбільше асоціюється з традиційним аскетизмом і прагне реконструювати та відродити старі скандинавські релігії та вірування якомога точніше, використовуючи історичні дослідження та джерела, такі як «Едди» та саги. Ці групи прагнуть відтворити давні ритуали та вірування.

### Еклектичний Асатру
Це підхід до Асатру, який обирає та поєднує елементи з різних джерел. Слово «еклектичний» означає відбирати і поєднувати найкраще з різних джерел або традицій. Зокрема, еклектичний Асатру передбачає черпання натхнення з різних давньоскандинавських міфологій, текстів і практик. Практикуючі можуть поєднувати ці елементи, щоб створити свій власний персоналізований підхід до віри. Це може включати використання ритуалів, символів, богів та інших аспектів скандинавських вірувань з різних джерел, без дотримання суворої традиції чи усталеної доктрини. Для еклектиків не існує єдиного «правильного» шляху, і найважливіше те, як людина особисто вирішує поєднати свої вірування, і чи працює це для неї. Деякі еклектики є справжніми індивідуалістами, розвиваючи свій власний персоналізований підхід до віри і вирішуючи не приєднуватися до певної групи чи традиції.

### Одинізм
Термін «одінізм» або «вотанізм» іноді використовується як загальний термін для позначення поклоніння Одіну, але особливо в Сполучених Штатах, він також може стосуватися більш екстремальних і політичних версій цієї віри. Деякі одіністи, такі як Odinic Rite, Odinist Fellowship та Woden's Folk групи, мають екстремістські або расистські погляди, що викликало суперечки навколо терміну «одінізм».

## Історія
Скандинавські народи не давали своєму культу назви до приходу християнства. За словами Режиса Бойє, після прибуття до Скандинавії християнських місіонерів, таких як Аншер Бременський близько 829 року і король Данії Гаральд I, який зумів запровадити християнство у своїй країні близько 960 року, середньовічні тексти зі Скандинавії згадують термін «Forn Siðr», вираз, що означає «старий звичай» або «стара практика» давньоскандинавською мовою, для позначення первісної релігії цих народів, або давньоскандинавської релігії. Згодом «Forn Siðr» був майже викорінений з XII століття після ймовірного спалення храму в Гамла-Упсалі в 1087 році і заснування Шведської архієпархії на тому ж місці в 1164 році.

### 19 століття
За словами шведського автора Ганса Густава Отто Лідмана (1910-1976), церква «стоячого дерева» в Скага, що розташована в національному парку Тіведен (близько 140 км на захід від Стокгольма), є одним з останніх місць, де практикувалося скандинавське язичництво. Церкву тричі руйнували, в тому числі у 1826 році під тиском єпархії Скаги, яка хотіла покласти край суперечкам навколо використання жертовного колодязя біля церкви.
Після століть, коли мало хто практикував Асатру, або взагалі не практикував, вона знову з'явилася в організованій, хоча й рудиментарній формі під впливом романтиків, таких як Ерік Густав Гейєр (1783-1847) та літературне товариство «Götiska Förbundet» у Швеції.
Вперше слово «Ásatrú» було використано в незавершеній опері норвезького композитора Едварда Ґріґа в 1870 році та в статті в ісландському періодичному виданні «Fjallkonan» в 1885 році.
Згодом організовані групи з'явилися в Німеччині на початку XX століття з «Germanische Glaubens-Gemeinschaft» (тобто Німецька релігійна громада, сучасною верхньонімецькою мовою), організацією, заснованою 3 серпня 1913 року художником, письменником, поетом та університетським викладачем Людвігом Фаренкрогом.
Другий ренесанс Асатру розпочався наприкінці 1960-х - на початку 1970-х років. У 1973 році ісландський уряд визнав Асатру офіційною державною релігією, головним чином завдяки зусиллям Свейнбйорна Бейнтейнссона. У той же час у США Стівен Макналлен, офіцер армії США, почав видавати газету «The Runestone» і створив Вільну Асамблею Асатру (англ. The Ásatrú Free Assembly), пізніше перейменовану в Народну Асамблею Асатру (англ. Ásatrú Folk Assembly).

### 20 століття
6 листопада 2003 року Товариство Есір і Ванір в Данії, засноване в 1997 році в Оденсе, отримало релігійний статус від Міністерства у справах релігії. Товариство має місцеві групи в кількох регіонах Данії і налічує близько 800 послідовників.
Сьогодні практикуючих Асатру можна знайти по всьому світу, але переважно в Скандинавії, Західній Європі, США, Канаді, Австралії та Новій Зеландії. Однак не існує достовірної оцінки точної кількості послідовників. За даними американської організації Irminsul aettir, у світі офіційно визнано 5500 асатруарів. За даними The Norse Mythology Blog, у 2013 році 16 700 людей по всьому світу оголосили себе «язичниками».

## Характеристика
Асатру — це недогматична релігія, заснована на досвіді. Це означає, що немає ніяких догм про те, що є правильною чи неправильною вірою, і що окремий вірянин або група мають визначати свої власні релігійні переконання. Тим не менш, люди гуртуються навколо спільного понятійного апарату і культу.
В Асатру набагато важливіше те, як хтось поводиться, ніж те, у що він вірить. Такі поняття, як честь, ввічливість і гостинність, часто підкреслюються як важливі для вірян цієї релігії. Земне життя вважається важливішим за те, що відбувається після смерті. Систему вірувань можна описати як політеїстичну або анімістичну. Відправною точкою для релігійного змісту віри є сучасна інтерпретація міфів і світогляду, які можна знайти у скандинавської міфології. Однією з ліній розмежування між різними течіями в середовищі Асатру є те, що частина прагне максимально відтворити практику релігії скандинавських часів, інша допускає сучасні реінтерпретації.
На відміну від більшості інших релігій, релігія Асатруар від самого початку не має переліку поведінки, якої слід уникати. З іншого боку, пошук компромісу між свободою і відповідальністю є центральною темою легендарної, містичної та історичної літератури цієї релігії, яку члени асоціацій Асатруар зобов'язані серйозно вивчати. Певна поведінка, засуджувана в інших релігіях (наприклад, гордість), розглядається як якість, за умови, що вона належним чином виражена. В Асатру ніколи не йдеться про «спокуту», «спасіння» чи навіть «досконалість». Теорія життя після смерті, безсумнівно, є відображенням доцільної справедливості давніх часів.
Адепти Асатру розглядають відновлення релігії своїх предків як основну мету. Їхня віра ґрунтується на поклонінні силам природи, відтворенні традицій та фольклору корінного населення їх країни, подібно до інших віруючих язичників. Міфологія Скандинавії є основою для містичних уявлень в Асатру.
Ми прагнемо згадати одвічну віру, спочатку загальну для всіх індоєвропейських народів, те, в що вони вірили ще перш ніж з'явилися сучасні релігії. Ті істини були забуті, коли з'явилися Будда, Мухаммад, Заратустра, Ісус, кожен зі своїм вченням. Ні, ми не запозичуємо по частинах щось у індуїзму, щось у зороастризму. Ми шукаємо їх загальну основу там, де забута мудрість і істина.— 
Асатру відкидає концепцію первородного гріха та спасіння. Вона також не підтримує ідею абсолютного зла, вважаючи, що добро і зло не є конмтантами. Проте, багато вірян Асатру підкреслюють взаємне повагу до інших віросповідань. Послідовники Асатру вірять що люди мають в собі божественну сутність, яка перебуває поза свідомістю, але може взаємодіяти з ними та матеріальним світом. Ця божественна сутність проявляється через богів та богинь. Боги вважаються родичами людей, яких слід шанувати і прославляти. Верховним богом пантеону Асатру є Одін, який у скандинавській міфологіє є богом смерті, мудрості, зцілення, битви, королівської влади, чаклунства, божевілля, війни, поезії, перемоги та полювання який також міг тлумачити руни. Культова практика Асатру використовує символічну магію рун.
Людина в Асатру вважається вінцем духовного творіння, співіснуючи та єднаючись з богами через природу. Природа не тільки об'єднує людину і богів, а й розмиває межу між реальним та надприродним світом. Цінується ідея загробного життя, але вона не фіксується формально, оскільки вважається вищою за розуміння людей.
Асатруар не вважають свою релігію неоязичництвом у звичному розумінні, і більшість послідовників відкидають цей ярлик. Це радше реконструйована релігія. Практика ґрунтується на наявних історичних записах, їх інтерпретаціях та розширенні. Обряди відрізняються в різних групах чи громадах, але лише в деталях.
Порівнювати Асатру з іншими релігіями досить складно, і це буде радше питанням підкреслення їхніх відмінностей, аніж подібностей. У релігії Асатру аесири не є безгрішними чи навіть безсмертними істотами, і їм не поклоняються з покірністю. Їх сприймають радше як друзів, чия мудрість і сила можуть прийти на допомогу в будь-яку хвилину. Більше того, боги Півночі не з'являються з голови свого прабатька у повному озброєнні і не залишаються незмінними з плином часу. Вони є продуктом свого існування, як це можна побачити, вивчаючи життя Локі, велетня вогню, або, ще краще, Фрейра, бога родючості. Люди, створені Одіном та його братами, дуже близькі до богів у своїй поведінці, а стосунки між людьми та богами певною мірою є родинними.
У минулому для скандинавів не було рідкістю покарати бога, який зрадив їх, припинивши (на деякий час) поклонятися йому і приносити йому жертви. Саме ця риса характеру зробила утвердження християнської релігії на цих землях таким делікатним: найменша невдача - і Ісус був відсунутий на другий план на користь асів та ванірів.
Хоча Асатру походить від культури воїнів, вона не є жінконенависницькою релігією: Одінн створив чоловіків і жінок з двох різних гілок: Аскр та Ембла. Богиня кохання також є богинею-войовницею, і в давньоскандинавські часи чоловіків і жінок могли закликати до бою. Ось чому чоловіки і жінки вважаються рівними у багатьох відношеннях, хоча і різними, і жінки відіграють важливу роль в обрядах Асатруар.
Поклоніння скандинавським і германським богам зазнає регіональних відмінностей через суб'єктивну інтерпретацію найвпливовіших практиків (goðis). В Ісландії, наприклад, Асатру багато хто вважає політично лівою релігією, в той час як невелика частина німецьких та американських практиків є явно ультраправими. Останні намагаються обґрунтувати свої ідеї на основі релігії, яка спочатку не мала нічого спільного з політичним мисленням, сформованим цими людьми. Серед іншого, ці люди зарезервували членство у своїх об'єднаннях виключно для людей німецького або скандинавського походження. У будь-якому випадку, парафіянам слід з обережністю ставитися до незнайомих релігійних об'єднань.
В Україні Асатру не зважає на походження людей: будь-хто може назвати себе членом Асатру, незалежно від свого етнічного походження, якщо він має віру. Інші вважають, що Асатру є природною релігією скандинавів, німців і англосаксів, тому немає жодних причин, чому інші народи не можуть претендувати на приналежність до Асатру.

### Етичний кодекс
Американська організація «Asatru Folk Assembly», заснована Стівеном Макналленом у 1994 році, виступає за етичний кодекс, запозичений з певних літературних творів середньовічної Скандинавії, таких як «Поетична Едда» (зокрема, «Хавамаль» і «Сіґрдріфумаль»), а також з ісландських саг. Однак Стівен Макналлен не згадує про інтелектуальну строгість, яку він та його колеги продемонстрували під час цього філологічного аналізу.
Тим не менш, цей моральний кодекс складається з дев'яти благородних «чеснот»:
- Сила краща за слабкість;
- Хоробрість краща за боягузтво;
- Радість краща за провину;
- Честь краща за ганьбу;
- Свобода краща за поневолення;
- Спорідненість краща за відчуження;
- Реалізм кращий за догматизм;
- Бадьорість краща за млявість;
- Родовід краще, ніж безрідність.

Незважаючи на широке визнання серед асатруар у всьому світі, жоден етичний кодекс не має одностайної підтримки серед практиків. Більше того, дотримання кодексу поведінки є відносно недавнім поняттям, якщо розглядати історію цієї релігії.

### Дев'ять стовпів

Vegvísir та його варіанти, такі як Ægishjálmur, Veiðistafur і Hólastafur, вважаються символами захисту, що представляють 9 світів в Іґґдрасіллі.

Ось дев'ять фундаментальних стовпів Асатру, встановлених на фестивалі «Freespirit» 1994 року Льюїсом Стедом, редактором журналу про скандинавське язичництво «Ásatrú Today»:
- Вивчення скандинавської історії, цивілізації та мов, зокрема ісландської, данської, шведської, фарерської, норвезької, бокмольської, гутніської та овальської, а також давньоскандинавської.
- Віра в існування дев'яти світів, представлених деревом Іґґдрасіл: Ásgarðr (світ асів), Ljösláfheimr (світ світлих ельфів), Vanaheimr (світ ванів) і Jötunheimr (світ велетнів), Miðgarðr (Серединний світ, тобто Земля), Muspellsheimr (Світ Вогню), Nilfheimr (Світ Туманів), Svartalfheimr (Світ Темних Ельфів), Helheimr (одне з Царств Смерті).
- Віра в «благородні чесноти» як етичний кодекс для деяких практиків.
- Віра в головний пантеон, характерний для скандинавських народів (Асир і Ванір).
- Віра в малий пантеон (ельфів, відомих як Альфар, валькірій, ландветів тощо).
- Поклоніння предкам.
- Особисті стосунки з божествами асів та ванів.
- Вивчення та використання рун (кількість використовуваних рун може варіюватися).
- Використання специфічно скандинавських символів: молот Тора, валькнут, Ірмінсул, філфот, одінічний хрест, серце Хрунгніра тощо.

### Календар
Регіс Бойєр спорадично пояснює, що дохристиянська Скандинавія святкувала кілька ключових моментів у році згідно з наступною схемою. Слід зазначити, що ці святкування іноді були релігійними, іноді юридичними:
- 21 березня: національний Dísarblót (кожні дев'ять років)
- між 9 і 15 квітня: Sigrblót (жертвоприношення на честь перемоги)
- 15-22 травня: SóknarÞing (покарання)
- 22-30 травня: SkuldaÞing (сплата боргів)
- 15 червня - 1 липня: Midsumarblót - AlÞing
- 21 вересня: LeidÞing - Haustblót - Álfablót
- Четвер, наступний за 13 жовтня: Ветрнерт - місцевий Дісарброт
- 21 грудня - 1 січня: Jól - Jólablót

Сьогодні Асатруар, здається, більше надихається календарями вікканців чи неодруїдів. Дуже сильні кельтські конотації деяких слів, що використовуються для позначення цих фестивалів, свідчать про брак етнолінгвістичної строгості. Деякі відвідувачі фестивалів стверджують, що ми повинні черпати більше натхнення з традиційних назв, таких як описані вище Регісом Бойєром, з науковим написанням давньоскандинавською мовою. Як би там не було, наведений нижче календар широко прийнятий переважною більшістю асатруарів по всьому світу:
- 21 грудня: Зимове сонцестояння / Йоль
- 1 лютого: Імболк
- 21 березня: Весняне рівнодення / Остара
- 1 травня: Белтейн
- 21 червня: Літнє сонцестояння / Літа
- 1 серпня: Лугнасад
- 21 вересня: Осіннє рівнодення
- 1 листопада: Самайн

## Роди
Асатруар часто зустрічаються в невеликих групах, які називаються «родами». У ширшому сенсі для позначення однієї з таких груп можна також використовувати слово «вогнище», що складається з людей, які живуть в одному місці. Неважко помітити, що спільним знаменником цих груп є насамперед визнання спільного предка. Кельтським еквівалентом може бути клан, гельське слово, що означає «діти».
Якщо ми подивимося на основні групи в Сполучених Штатах і Скандинавії, наприклад, то родинні зв'язки — це, як правило, демократичні організації, натхненні ідеями часів вікінгів. Вони також виступають за свободу вираження поглядів, черпаючи натхнення безпосередньо з Загальної декларації прав людини, зокрема, залишаючись вірними цінностям, переданим у сагах. Рід не керується верховною центральною владою, і жодна догма не обмежує їхню свободу.
Сьогодні асатруар часто зустрічаються в Інтернеті, на дискусійних форумах, організовують зустрічі та церемонії.

## Країни

### Данія

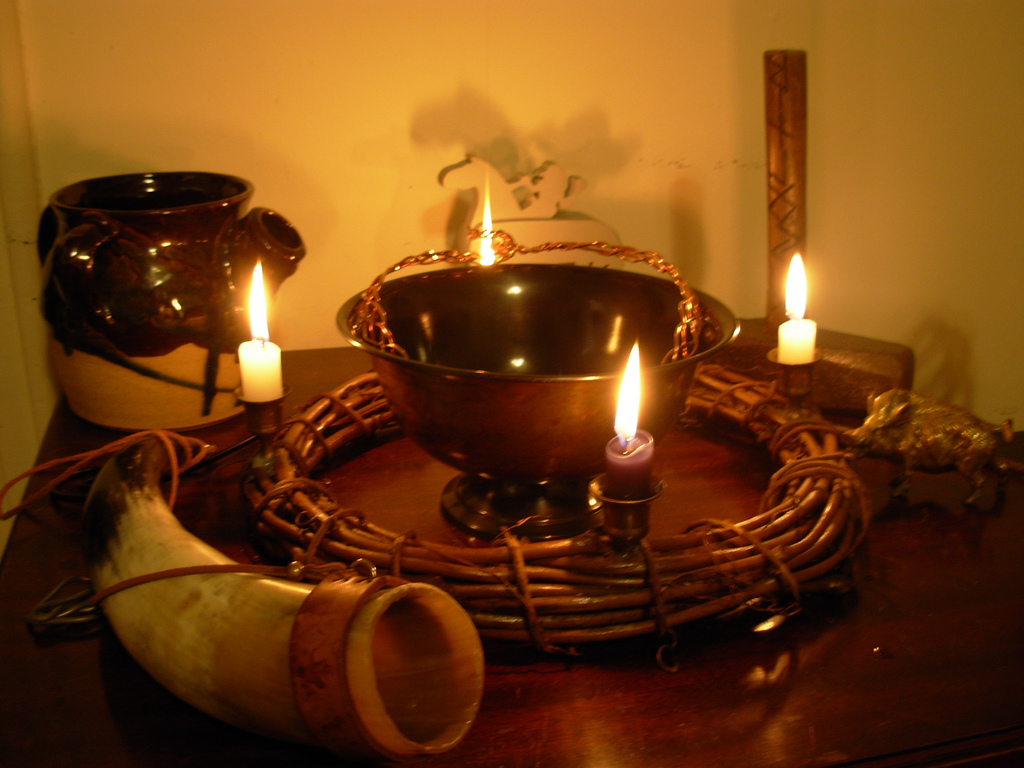
Вівтар Асатру

«Форн Сидр — Данська асоціація асатру і ванатру» (Forn Siðr — Asa- og Vanetrosamfundet i Danmark) була створена в Данії в 1999 році та офіційно визнана в 2003 році. У данській спільноті асатру існує багато різних течій, які можна знайти як всередині, так і поза великою релігійною громадою. Для груп та окремих осіб є нормальним явищем поєднувати ці течії. Asatrophællesskabet у Данії була заснована у 2003 році та стала релігійною громадою у 2004 році. Nordisk Tingsfællig була заснована в 2010 році.

### Норвегія
Уряд Норвегії визнав дві язичницькі організації як релігійні товариства. Åsatrufellesskapet Bifrost була створена у 1996 році у 2011 році мала приблизно 300 прихильників, а Foreningen Forn Sed утворена у 1999 році мала близько 50. Це визнання надає їм право проводити «юридично обов'язкові цивільні обряди», такі як шлюби. Foreningen Forn Sed є членом Європейського конгресу етнічних релігій. У 2020 році Bifrost та Forn Sed налічували 421 і 126 членів відповідно. Третя група, Vigrid, фактично включає расові вчення до своєї ідеологічної структури та використовує кольори і структуру прапора нацистської Німеччини на своїх прапорах. Це призвело до багатьох обвинувачень їх у неонацизмі. Вплив Vigrid також змінив сприйняття язичницьких символів в Норвегії, викликавши думку, що ці символи мають расистське забарвлення.

### Швеція
Спілка Асатру Швеції (швед. Sveriges Asatrosamfund) була заснована в 1994 році групою, що вивчала скандинавську історію та культуру з нерелігійного погляду. Вона стала зареєстрованою релігійною організацією у Швеції у 2007 році. Спілка Асатру Швеції стала однією з найважливіших язичницьких організацій у Швеції. Зі 150 членів при її створенні в 1996 році вона зросла до близько 450 учасників, коли стала основною темою дослідження Фредріка Скотта про неоязичництво в Швеції, «Asatro i tiden», опублікованого у 2000 році. На той момент вона була найбільшою подібною організацією у країні. Скотт встановив, що дві третини членів були чоловіками, переважно у своїх тридцятих роках, і найактивніші проживали в Стокгольмі, але вони представляли широкий спектр шведського суспільства. У 2000-х роках організація зменшилася через розбіжності. Деякі з вихідців у 2004 році заснували Nätverket Forn Sed. Проте пізніше вона знову зростала разом із загальним зростанням інтересу до язичництва в Швеції: у 2009 році у ній було близько 300 членів. На зборах 15 травня 2010 року організація змінила назву на Samfundet Forn Sed Sverige. У 2017 році за словами речника, кількість членів склала близько 400 осіб. На той момент її перевершив Nordic Asa-Community, заснований у 2014 році, що зробило Спілку Forn Sed Sweden другою за розміром язичницькою організацією в країні.

### Ісландія

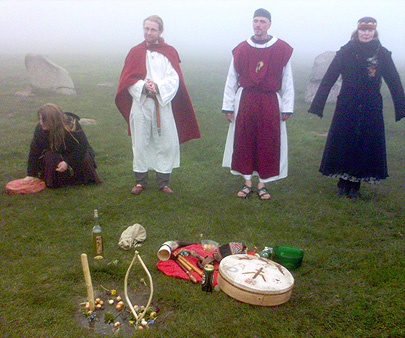
Три лідери Sveriges Asatrosamfund (шведського Товариства Асатру) під час весняної церемонії виступають біля стародавнього пам'ятника Ale stenar, 26 квітня 2008 року.

Ásatrúarfélagið була визнана релігійною організацією урядом Ісландії в 1973 році. Першим її керівником був фермер і поет Свенбйорн Бейнтейнссон. Це найбільша нехристиянська релігійна організація в Ісландії. Кількість членів організації зросло з 1275 осіб у 2009 році до 3583 членів у 2017 та 4473 у 2018, що становить трохи більше 1 % від загальної кількості населення. З 2003 року лідером є Гілмар Орн Гілмарссон. Ásatrúarfélagið не має фіксованих переконань. Однак група дотримується місцевого фольклору, і на зустрічах зазвичай читають уривки з ісландських саг. Віра Ásatrúarfélagið також оспівує давньоскандинавську міфологію та її пантеон морально неоднозначних божеств — богів, таких як Одін, Тор і Локі, які прийшли до Ісландії в епоху вікінгів, коли острів був заселений норвезькими фермерами, що шукали нові пасовища. Цим божествам поклонялися в цій країні до 1000 року, коли під тиском норвезької корони країна відмовилася від язичництва і прийняла християнство. Хоча організація не має доктрини як такої, вона пропагує доброчесну поведінку, також приділяє увагу питанням екології та навколишнього середовища. Асоціація рідко втручається в політику, але вона робила винятки, зокрема, проводячи кампанії за одностатеві шлюби (законні в Ісландії з 2010 року) і проти низки гідроелектростанцій, які були побудовані, незважаючи на занепокоєння щодо їх впливу на навколишнє середовище. Віра також відстоювала проєкт Ісландської лісової асоціації з відновлення лісів у частинах країни, де щорічно висаджується три мільйони дерев переважно для блага природи, але також, потенційно, для виробництва деревини. Також організацією було розпочато будівництво першого язичницького храму побудованого в Ісландії за майже 1000 років.
Інша група — Reykjavíkurgoðorð.

### Україна
Українські громади Асатру є частиною ширшого руху неоязичництва та язичництва у Східній Європі, який останніми роками переживає відродження. Вони проявляють себе частіше як автономіні структури та окремі осередки. Серед таких відомий полтавський осередок, який з'явився у 2018 році, і займається проведенням релігійних заходів, координацією різних дій, зокрема волонтерських заходів. Також відомі й організації, як от «Ukrainian Troth Association», яка займається поширенням скандинавської релігії. Часто учасники Асатру заступають в армію, внаслідок релігійних переконань, тому подібні організації також націлені на волонтерську діяльність. Однак практика Асатру в Україні та інших пострадянських країнах зустрічає опір і переслідування з боку влади та релігійних груп, які розглядають її як форму екстремізму або загрозу панівній християнській культурі.